# Junghwan
So Jung-hwan (en hangul: 소정환; Iksan, 18 de febrero de 2005) es un cantante y bailarín surcoreano, y además, miembro más joven de TREASURE, banda manejada por YG Entertainment.

## Vida y carrera
Anteriormente, se hizo conocido como actor y modelo infantil, así como miembro del grupo de taekwondo, K-TIGER. 
Junghwan y Jeongwoo son de Iksan y se conocieron en IB Academy antes de unirse como aprendices en YG Entertainment en 2018. Posteriormente, se especializó en danza en la Escuela de Artes Escénicas de Seúl (SOPA). 
Junghwan fue presentado al público por primera vez como participante del equipo C, en el programa de supervivencia YG Treasure Box.  Junghwan logró ingresar al equipo debut en la ronda inicial del evento después de que su arduo trabajo atrajo la atención de Yang Hyun-suk. 
En la ronda final fue sorprendentemente anunciado como el tercer miembro en debutar con TREASURE basándose en el primer lugar del equipo de baile.
Junghwan debutó con TREASURE como vocalista y bailarín principal el 7 de agosto de 2020 con la canción principal «BOY» del sencillo THE FIRST STEP: CHAPTER ONE. 

## Filmografía
| Año  | Título                        | Cadena            | Ref.   |
| ---- | ----------------------------- | ----------------- | ------ |
| 2013 | KT Zoomoney - EP 1.Real Man   | YouTube           | [ 8 ]  |
| 2020 | It's Okay, That's Friendship' | YouTube           | [ 9 ]  |
| 2021 | The Mysterious Class          | YouTube · Weverse | [ 10 ] |